# Salter and Eskett
Salter and Eskett var en civil parish 1866–1934 när det uppgick i Lamplugh, i grevskapet Cumbria i England. Civil parish var belägen 8 km från Whitehaven och hade 64 invånare år 1931.